# Цин (3 век пр.н.е.)
Вижте пояснителната страница за други значения на Цин.
Цин (на китайски: 秦朝; на пинин: Qín Cháo) е династия в Китай, първата от имперския период. Тя възниква през 221 година пр.н.е., когато владетелят на царството Цин Цин Шъхуан слага край на Периода на воюващите държави и се обявява за император на целия Китай. След неговата смърт през 210 година пр.н.е. династията бързо губи влияние и през 206 година пр.н.е. е заменена от династията Хан.

## Императори
| Име | Име        | Заел поста  | Напуснал поста |
| --- | ---------- | ----------- | -------------- |
| 1   | Цин Шъхуан | 221 пр.н.е. | 210 пр.н.е.    |
| 2   | Цин Аршъ   | 210 пр.н.е. | 207 пр.н.е.    |
| 3   | Цин Саншъ  | 207 пр.н.е. | 206 пр.н.е.    |